# Milan Kuprešanin
Milan Kuprešanin (Medak, kraj Gospića, 2. listopada 1911. — Zagreb, 20. travnja 2005.) je bio sudionik Narodnooslobodilačke borbe, general-pukovnik JNA i narodni heroj Jugoslavije.

## Životopis
Rođen je u siromašnoj obitelji, koja se bavila poljoprivredom. Osnovnu školu završio je u rodnom selu, a gimnaziju u Gospiću. Do početka Drugog svjetskog rata, radio je u Čazmi i Virovitici kao državni činovnik financijske struke. 

### Drugi svjetski rat
Poslije Travanjskog rata i kapitulacije jugoslavenske kraljevske vojske, vratio se u rodni kraj. Povezao se s članovima KP Jugoslavije i uključio se u rad na pripremama za oružani ustanak. Početkom kolovoza 1941. godine, rukovodio je napadom ustaničkih snaga na ustaško-žandarsku posadu u selu Medak. Poslije toga, po zadatku Okružnog komiteta KP Hrvatske za Liku, angažirao se u radu na stvaranju čvršćih vojnih postrojbi od ustaničkih snaga. Tada je od boraca s područja gospićkog kotara formiran gerilski bataljun ''Velebit'', a Milan je bio postavljen za njegovog zapovjednika. Kao predstavnik gospićkog kotara, sudjelovao je na savjetovanju vojnih delegata gerilskih odreda s područja Like i Bosanske krajine, 31. kolovoza 1941., u oslobođenom Drvaru, i na sastanku vojnih delegata ličkih partizanskih odreda, 21. rujna 1941. godine na Kamenskom, na Plješivici, kada su donesene značajne odluke za razvoj oružne borbe u Lici i Bosanskoj krajini. 
Kada je u listopadu 1941. godine na području gospićkog kotara formiran Prvi lički partizanski odred „Velebit“, jačine oko 2000 boraca, Milan je bio postavljen za njegovog zapovjednika. Tada je bio primljen i u članstvo Komunističke partije Jugoslavije. Pod njegovim zapovjedništvom, odred je, krajem 1941. i početkom 1942. godine, uspješno sprječavao napade talijanskih snaga, ustaša i četnika na oslobođeni teritorij i rušio željezničku prugu na relaciji između Gospića i Gračaca. U prosincu 1941. godine, Milan je bio upućen na partijski tečaj pri Okružnom komitetu KPH za Liku, koji se održavao u Trnavcu. Kad su krajem prosinca te godine talijanske snage prodrle od Vrhovina ka Korenici, dočekao ih je sa skupinom pohađača tečaja u Šijanovom klancu, i tada bio ranjen. 
Tijekom ljeta 1942. godine zapovjedao je privremenom borbenom skupinom nazvanom Kombinirani odred, koja je djelovala u zapadnoj Lici, s posebnim vojničkim i političkim zadatkom da jača angažirnje hrvatskog stanovništva iz tog dijela Like. U rujnu 1942. godine, kada je Glavni štab NOP odreda Hrvatske formirao Treću ličku udarnu brigadu, Milan je bio postavljen za njezinog zapovjednika. Krajem istog mjeseca, on je s brigadom razbio četnike u selu Raduču, a nekoliko dana kasnije i ustaše u selu Ribniku, a zatim zauzeo Brušane i Lički Novi. Bili su to značajni uspjesi tek formirane brigade i njezinog zapovjednika, na čemu im je čestitao Glavni štab NOV-a i PO-a Hrvatske. Poslije toga, brigada je razbila četnički puk Vožd Karađorđe na području Gračaca, a zatim se po naređenju Vrhovnog štaba NOV-a i POJ-a, prebacila na sektor Bosanskog Grahova, gdje je u studenom operirala pod zapovjedništvom Štaba Druge proleterske divizije NOVJ-a. Poslije povratka u Liku, u prosincu 1942. godine, brigada je uspješno napala neprijateljske posade između Gračaca i Lovinca. 
Tijekom Četvrte antipartizanske ofenzive, brigada je vodila borbe s daleko snažnijim talijanskim snagama na Pločanskom klancu i kod Gornjeg Lapca. Upornom obranom na frontu, povremenim protunapadima i zabacivanjem dijela snaga u pozadinu, neprijatelju su bili nanešeni ozbiljni gubici i onemogućen brz prodor na oslobođeni teritorij Like. Nakon ovih događaja, brigada je od Glavnog štaba NOV-a i PO-a Hrvatske tada dobila naziv „udarna“. 
Krajem ožujka 1943. godine, Milan je bio postavljen za načelnika Štaba Prvog hrvatskog narodnooslobodilačkog udarnog korpusa. Odmah zatim, krajem ožujka i početkom travnja, zapovjedao je privremenom operativnom skupinom Gacka, i s njom postigao značajne uspjehe u Gackoj dolini. Zatim se nalazio na dužnostima zapovjednika Štaba kninskog operativnog sektora i zapovjednika novoformirane Devetnaeste sjevernodalmatinske divizije, a zatim i kao načelnik Štaba Osmog dalmatinskog korpusa, s kojim je sudjelovao u borbama za oslobođenje Dalmacije. 
Neposredno prije završetka rata, otišao je s grupom časnika u Sovjetski Savez, gdje je završio devetomjesečni tečaj na Višoj vojnoj akademiji Vorošilov u Moskvi. Poslije rata, završio je Kurs operative pri Višoj vojnoj akademiji Jugoslavenske armije. 

### Poslijeratna karijera
Poslije rata, bio je šef Vojne misije JA u NR Albaniji, zapovjednik armije, zapovjednik vojne oblasti, pomoćnik državnog tajnika za narodnu obranu i načelnik pozadine JNA. Umirovljen je u činu general-pukovnika. 
Poslije toga, izvjesno vrijeme bio je predsjednik Republičkog odbora Socijalističkog saveza radnog naroda Hrvatske i predsjednik Saveza rezervnih vojnih starješina Hrvatske. Biran je za člana Centralnog komiteta Saveza komunista Hrvatske, a bio je i član Savjeta federacije SFRJ. 
Umro je 20. travnja 2005. godine u Zagrebu. Sahranjen je u Grobnici narodnih heroja na zagrebačkom groblju Mirogoju.
Nositelj je Partizanske spomenice 1941. i drugih stranih i jugoslavenskih odlikovanja. Ordenom narodnog heroja odlikovan je 23. srpnja 1952. godine.